# La Femme du pharaon
Pour plus de détails, voir Fiche technique et Distribution.
La Femme du pharaon (Das Weib des Pharao) est un film muet allemand, réalisé par Ernst Lubitsch, sorti en 1922. 

## Synopsis
Triangle amoureux entre le pharaon Aménès (Ahmôsis Ier), qui aime l'esclave grecque Theonis (Dagny Servaes), elle-même amoureuse du beau Ramphis (Harry Liedtke)

## Fiche technique
- Titre : La Femme du pharaon
- Titre original : Das Weib des Pharao
- Titre anglais : The Loves of Pharaoh
- Réalisation : Ernst Lubitsch
- Scénario : Norbert Falk et Hanns Kräly
- Musique : Eduard Künneke
- Photographie : Alfred Hansen et Theodor Sparkuhl
- Société de production : Ernst Lubitsch-Film
- Pays de production : République de Weimar
- Format : Noir et blanc - 1,33:1 - Film muet
- Genre : Drame et historique
- Dates de sortie : 
  - États-Unis (New York) : 21 février 1922
  - République de Weimar : 14 mars 1922
  - France : 13 octobre 1922[1]

## Distribution
- Emil Jannings : Aménès
- Dagny Servaes : Theonis
- Harry Liedtke : Ramphis
- Paul Wegener : Samlak
- Lyda Salmonova : Makeda
- Albert Bassermann : Sothis
- Mady Christians
- Bernhard Goetzke